# SACONのアタックヤング
SACONのアタックヤング（サコンのアタックヤング）はSTVラジオのラジオ番組アタックヤングの木曜日で、パーソナリティはSACONが担当のラジオ番組。2007年4月5日に放送開始2011年3月31日に放送終了。

## 放送時間
- 毎週木曜日24:00 - 25:00（金曜日0:00 - 1:00）

## 末期のコーナー
- なぞのなぞかけ
  - 整っているようでまったく整っていないなぞかけを送るコーナー
- 三畳一間でスタジオライブ
  - 左近誠道が尊敬しているアーティストの曲やリクエストの曲などをスタジオで生演奏するコーナー。

## 過去のコーナー
- カウントダウンの瞬間ジャンプ!
  - 年末の年越しカウントダウンの新年の瞬間にジャンプする行為のように、話題には上がらないが思わず「あるある」と思ってしまう小さなことを送るコーナー。
- 聞いちゃった!幻の3曲目
  - SACONのメジャーデビューシングル｢リーフ/泣いた日笑った日｣に幻の3曲目が収録されているという都市伝説を徹底検証するネタコーナー。
- セギノールのアタックヤング
  - 北海道日本ハムファイターズの4番打者、フェルナンド・セギノールがパーソナリティの幻のラジオ番組｢セギノールのアタックヤング｣の内容をリスナーに送ってもらうネタコーナー。
- へっくしゅん!ちくしょう・・・
  - 花粉症を治す方法を教えるコーナー。
- SACONのsong for you...♪
  - SACONがスタジオを飛び出して、悩みのあるリスナーのためだけに歌いにいくコーナー。
- 2008年これがくる
  - 2008年の流行語大賞を今から予想するネタコーナー。
- 私だけ気持ち良くなってごめんね
  - 自分だけが気持ち良くなれる行為を募集するコーナー。
- ドキュンなあいつに言わせたい
  - 毎週お題を決めて、そのお題で言われたいセリフを妄想するコーナー。
- 雪虫の遺言
  - 冬季限定のコーナー。あまりにも儚く死んでしまう雪虫の死ぬ寸前の様子やセリフを募集する。